# Caçapava do Sul
Caçapava do Sul egy község (município) Brazíliában, Rio Grande do Sul állam pampa-vidékén. 2021-ben népességét 33 476 főre becsülték. Az állam réz-fővárosának is nevezték (Capital Brasileira do Cobre), mivel a 20. század második felében rézbánya működött területén.

## Elnevezése
A caçapava tupi őslakos elnevezés, amelynek több értelmezése van: „hely, ahol át lehet kelni az erdőn” (kaa = erdő, asab = átkelni, aba = hely), vagy pedig „erdei tisztás” (kaa = erdő, sapaba = tisztás).

## Története
A 18. századig charrúa indiánok lakták a környéket. 1777-ben egy stratégiai ponton, a charrúák egy falvának a helyén a gyarmatosítók egy katonai őrhelyet létesítettek (Paragem de Caçapava). Szomszédságában egy település kezdett kialakulni, a helyet pedig Cachoeira község (a későbbi Cachoeira do Sul) kerületévé nyilvánították. 1831-ben a települést kisvárosi (vila) rangra emelték, 1834-ben pedig a kerület független községgé alakult, kiválva Cachoeirából.
Stratégiai elhelyezkedésének köszönhetően Caçapava az állam több történésében is szerepet vállalt. A korai időkben vitatott terület volt a spanyolok és portugálok között. A Farroupilha-felkelés során 1837-ben elfoglalták a lázadók, fegyvereket zsákmányoltak a császáriaktól, majd bázisul használták Rio Pardo elfoglalásához. 1839-ben a farrapók „fővárosa” Piratiniből Caçapavába költözött, mivel nehéz megközelíthetősége miatt jobban lehetett védeni. Itt született Rio Grande do Sul himnusza (Hino Farroupilha), amelyet legelőször 1839. április 30-án, Rio Pardo elfoglalásának évfordulóján énekeltek. 1840-ben a császári hadsereg kiűzte a felkelőket.
1850-ben Caçapava mellett egy erődítményt kezdtek építeni, mivel a La Plata-i háború (Guerra do Prata, 1851–1852) küszöbén egy argentin inváziótól tartottak, azonban végül nem használták és befejezetlen is maradt. 1865-ben II. Péter brazil császár vonult át a városon, hogy katonákat toborozzon a paraguayi háborúhoz; ebből az alkalomból kövezett utat építettek (Estrada da Calçada), hogy a kíséret szekerei gond nélkül áthaladjanak.
1885-ben a községközpontot nagyvárossá (cidade) nyilvánították. 1944-ben a községet átnevezték Caçapava do Sul névre. 1942-ben Francisco Matarazzo Pignatari megalapította Companhia Brasileira do Cobre bányavállalatát, amely Brazília legnagyobb réztermelőjévé nőtte ki magát, és a község jövedelmének 30%-át biztosította, 1996-ban azonban megszűnt.

## Leírása
Székhelye Caçapava do Sul, további kerületei Bom Jardim, Carajá Seival, Cerro do Martins, Forninho, Santa Bárbara. A lakosság háromnegyede lakik városon. Gazdaságának legnagyobb részét a szolgáltatások teszik ki. Az állam legnagyobb mezőgazdasági mészkő (agromész) termelője; a 20. század második felében az ország legnagyobb réztermelője volt. Éghajlata nedves szubtrópusi (Cfa), de a magasabban fekvő területeken havazást is feljegyeztek.
Jelentős turizmusa. Az állam „geodiverzitás-fővárosa” (Capital Gaúcha da Geodiversidade), a hegymászók egyik legkeresettebb pontja, és az ország egyik fő siklórepülési helye. A rámpákról bármely irányban fel lehet szállni, megkönnyítve ezzel a távolsági repülést. 2012 nyarán André Wolf a Cerro da Angélicáról indulva 370 kilométert repült és Uruguaianaban landolt, megdöntve a dél-amerikai távolsági rekordot. Ismert látványossága a Pedra do Segredonál található Sötétség barlangja (Caverna da Escuridão), melyet legendák öveznek az itt elrejtett jezsuita kincsekről. További természeti látványosságok a Salso-vízesés és az olajbogyó-termesztést bemutató Rota das Oliveiras turisztikai útvonal.
Caçapava do Sulban négy építményt tartanak nyilván műemlékként. Az egyik a Dom Pedro II erődítmény, melyet 1850-ben, az Oribe–Rosas elleni háború alatt kezdtek építeni, és jelenleg Rio Grande do Sul egyetlen fennmaradt erődje. A másik három a Farroupilha-felkeléshez kapcsolódik: Casa Ulhôa Cintra, ahol a farrapók gyülekeztek; Fórum de Caçapava, amely ma kulturális központnak, múzeumnak és könyvtárnak ad helyet; és a Nossa Senhora da Assunção plébániatemplom.